# Droga A38(M)
Droga A38(M) (ang. A38(M) motorway), znana także jako Aston Expressway – autostrada znajdująca się w Birmingham, w Wielkiej Brytanii. Jej długość wynosi 3,2 km (2 mile), a otwarta dla ruchu została 24 maja 1972. Jest częścią drogi krajowej A38.
Droga posiada cechę praktycznie niespotykaną na innych brytyjskich autostradach – łącznie ma siedem pasów ruchu na jednej jezdni, nie posiadając barier oddzielających kierunki ruchu. Występuje tam dynamiczny system przydziału pasów w celu zminimalizowania szans na utworzenie się zatorów drogowych. Ze względu na charakter drogi występuje na całej długości autostrady ograniczenie prędkości do 80 km/h (50 m/h), jednakże nie występują tam fotoradary.
Gdy rozpoczęto budowę autostrady w latach 60. zburzono wiele domów z okresu przełomu XIX i XX wieku w celu uzyskania powierzchni pod nową drogę.

## Przebieg trasy
Autostrada ma swój początek na połączeniu z drogą A5127 w rejonie węzła autostradowego Gravelly Hill, gdzie również łączy się z A38 i autostradą M6. Następnie rozpoczyna się odcinek jednojezdniowy ze zmienną w zależności od natężenia ruchu liczbą pasów w każdą stronę. Trasa biegnie wiaduktem nad Aston, przecinając tereny Aston Hall. Dalej po przebyciu 1,6 km (1 mili) droga ma swój pierwszy węzeł (Park Cicrus). Przed kolejnym węzłem (Dartmouth Circus) autostrada została poprowadzona w wykopie. Tam też kończy się odcinek jednojezdniowy. W Aston przebieg drogi występuje w postaci łuku, w celu uniknięcia obszaru browaru Ansells. Browar został zniszczony przed ukończeniem budowy. Z autostradą krzyżował się także rurociąg transportujący zanieczyszczenia między częściami fabryki HP Sauce.

## Zmienne pasy ruchu
Aston Expressway stała się pierwszą drogą w Wielkiej Brytanii, na której wprowadzono zmienne pasy ruchu aby lepiej zarządzać ruchem. Wykorzystanie pasów kontrolowane jest przez świetlne znaki drogowe umieszczone nad jezdnią. Jeden z pasów jest zawsze zamknięty, żeby pełnił rolę „bufora” między obydwoma kierunkami ruchu – nie występuje tam pas rozdziału. W trakcie porannego szczytu komunikacyjnego cztery z siedmiu pasów są udostępniane dla ruchu w kierunku centrum Birmingham i dwa w kierunku przeciwnym. W trakcie popołudniowego szczytu następuje odwrócenie – cztery pasy prowadzą w kierunku poza miasto i dwa w stronę centrum. Między szczytami w każdą stronę udostępniane są po trzy pasy ruchu. 
Motocykle mają permanentny zakaz wjazdu na środkowy pas oznaczony czerwoną nawierzchnią, który zawiera drenaż, niezależnie od tego w jakim stopniu jest on wykorzystywany. Jest to następstwo tragicznego wypadku, podczas którego jedna z kratek osłaniających drenaż odczepiła się od miejsca zamocowania jej.

## Węzły
| Droga A38(M)                                                                |                                                                       |                                                                             |
| Wyjazd w kierunku północnym                                                 | Węzeł                                                                 | Wyjazd w kierunku południowym                                               |
| Kontynuacja w kierunku Erdington jako A5127                                 | M6 J6 (Spaghetti Junction) (52°30′40″N 1°51′58″W/52,511000 -1,866000) | Początek autostrady                                                         |
| Lichfield, Tamworth, Burton A38                                             | M6 J6 (Spaghetti Junction) (52°30′40″N 1°51′58″W/52,511000 -1,866000) | Brak wyjazdu                                                                |
| The SOUTH, Coventry The NORTH WEST, Wolverhampton M6 Aston A5127            | M6 J6 (Spaghetti Junction) (52°30′40″N 1°51′58″W/52,511000 -1,866000) | Brak wyjazdu                                                                |
| Brak wyjazdu                                                                | Park Circus (52°30′07,6″N 1°53′02,0″W/52,502100 -1,883900)            | Aston B4132                                                                 |
| Początek autostrady                                                         | Dartmouth Circus (52°29′32,3″N 1°53′19,3″W/52,492300 -1,888700)       | Handsworth, Ladywood, Aston, Small Heath A4540 (Birmingham Inner Ring Road) |
| Handsworth, Ladywood, Aston, Small Heath A4540 (Birmingham Inner Ring Road) | Dartmouth Circus (52°29′32,3″N 1°53′19,3″W/52,492300 -1,888700)       | Kontynuacja drogi jako A38 w kierunku Birmingham City Centre                |

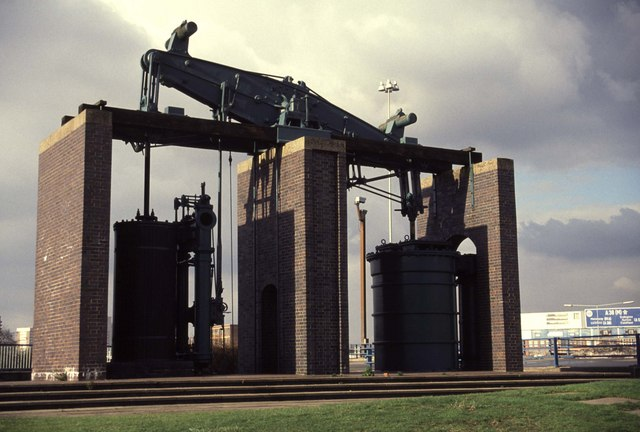
Wyremontowany silnik parowy Boulton & Watt na węźle Dartmouth Circus. Został zbudowany w 1817 roku i wykorzystywany w zakładach M W Grazebook w Netherton.

Wyspa centralna ronda na węźle Dartmouth Circus zawiera zachowany silnik parowy Boulton and Watt.